# جرج کلیفتون (بازیکن فوتبال)
جرج کلیفتون (انگلیسی: George Clifton؛ ۱۷ اوت ۱۸۶۵ – ۲ فوریه ۱۹۴۷) بازیکن فوتبال بود.
از باشگاه‌هایی که در آن بازی کرده‌است می‌توان به باشگاه فوتبال دربی کانتی اشاره کرد.